# トーマス嶋田
トーマス嶋田 重太郎（ - しまだ しげたろう、1975年2月10日 - ）は、日本の男子テニス選手。両親が事業経営の関係で渡米していた際にアメリカ合衆国ペンシルベニア州・フィラデルフィアで生まれた。ATPツアーでダブルス通算3勝を挙げた。

## 来歴
6歳の時よりテニスを始め、アメリカの12歳以下シングルスのランキングで1位となる。
1993年よりプロに転向し、1994年にはデビスカップ日本代表に選ばれた。1995年には右肩を手術する。手術から復帰したのちはダブルスを専門として活動するようになる。
2000年シドニー五輪には岩渕聡とともに出場しているが、1回戦でスロバキアのドミニク・フルバティ/カロル・クチェラ組に敗退している。2001年にはバイロン・ブラックとのペアで出場したハイネケンオープン上海で、ロビー・コーニッグ/ジョン＝ラフニー・デ・ヤーガー組を破って、ツアー初優勝を果たした。
全日本テニス選手権では男子ダブルスで3回（1996年、1999年、2003年）、混合ダブルスで3回（2001年、2003年、2004年）優勝している。
2005年5月の島津全日本室内テニス選手権大会を最後に、右ひじの故障やモチベーションなどを理由に引退した。

## ATPツアー決勝進出結果

### ダブルス: 6回 (3勝3敗)
| 結果   | No. | 決勝日         | 大会                 | サーフェス      | パートナー                   | 対戦相手                                          | スコア        |
| ------ | --- | -------------- | -------------------- | --------------- | ---------------------------- | ------------------------------------------------- | ------------- |
| 準優勝 | 1.  | 2000年11月13日 | サンクトペテルブルク | ハード （室内） | マイルズ・ウェイクフィールド | ダニエル・ネスター ケビン・ウリエット             | 6-7(5), 5-7   |
| 準優勝 | 2.  | 2001年3月12日  | デルレイビーチ       | ハード          | マイルズ・ウェイクフィールド | ジャン＝マイケル・ギャンビル アンディ・ロディック | 3–6, 4–6      |
| 優勝   | 1.  | 2001年9月17日  | 上海                 | ハード          | バイロン・ブラック           | ジョン＝ラフニー・デ・ヤーガー ロビー・コーニッグ | 6–2, 3–6, 7–5 |
| 優勝   | 2.  | 2002年7月28日  | キッツビュール       | クレー          | ロビー・コーニッグ           | ルーカス・アーノルド・カー アレックス・コレチャ   | 7–6, 6–4      |
| 準優勝 | 3.  | 2003年7月27日  | ウマグ               | クレー          | トッド・ペリー               | アレックス・ロペス・モロン ラファエル・ナダル     | 1–6, 3–6      |
| 優勝   | 3.  | 2003年9月8日   | コスタ・ド・サイペ   | ハード          | トッド・ペリー               | スコット・ハンフリーズ マーク・マークレイン       | 6–2, 6–4      |